# 科奇·佐治

科奇·佐治

科奇·佐治（1911年—1949年），前阿尔巴尼亚劳动党中央政治局委员、中央组织书记、部长会议副主席兼内务部长。1911年出生于希腊，其父母久居马其顿。工人出身，17岁开始从事革命活动，是科尔察共产主义小组的主要成员之一。索古统治时期，曾多次被捕入狱。1941年11月，被科尔察共产主义小组推选为出席建党会议的五名代表之一，后因其他任务而未能出席，但仍被选入七人组成的临时中央委员会。民族解放战争期间，曾被意大利法西斯逮捕并判处死刑，后越狱。1943年3月，在阿尔巴尼亚共产党第一次全国代表会议上被缺席（当时尚在监狱）选为中央政治局委员、中央组织书记。1944年5月获中将军衔。1946年1月阿尔巴尼亚人民共和国成立，任部长会议副主席兼内务部长。1948年9月，在党的十一中全会上被解除中央组织书记职务，同年11月党的”一大”上，被开除出党，12月2日被捕。次年5月，以“企图并实行以暴力夺取国家政权”等罪名，送交法庭审判，6月10日被处决。